# Tamnay-en-Bazois
Tamnay-en-Bazois ist eine französische Gemeinde mit 166 Einwohnern (Stand 1. Januar 2022) im  Département Nièvre in der Region Bourgogne-Franche-Comté (vor 2016 Bourgogne). Sie gehört zum Arrondissement Château-Chinon (Ville) und zum Kanton Château-Chinon (bis 2015 Châtillon-en-Bazois). 

## Geographie
Tamnay-en-Bazois liegt etwa 55 Kilometer ostnordöstlich von Nevers in den Ausläufern des Morvan und am Fluss Trait. Umgeben wird Tamnay-en-Bazois von den Nachbargemeinden Ougny im Norden, Chougny im Nordosten, Maux im Osten, Brinay im Süden sowie Châtillon-en-Bazois im Westen.

## Bevölkerungsentwicklung
| Jahr                       | 1962 | 1968 | 1975 | 1982 | 1990 | 1999 | 2006 | 2011 | 2016 |
| -------------------------- | ---- | ---- | ---- | ---- | ---- | ---- | ---- | ---- | ---- |
| Einwohner                  | 322  | 277  | 253  | 204  | 174  | 175  | 182  | 184  | 173  |
| Quellen: Cassini und INSEE |      |      |      |      |      |      |      |      |      |

## Sehenswürdigkeiten

Kirche Saint-Jean-Baptiste

- Kirche Saint-Jean-Baptiste